# Grazalema
Grazalema is een gemeente in de Spaanse provincie Cádiz in de regio Andalusië met een oppervlakte van 122 km². In 2007 telde Grazalema 2218 inwoners. Niet ver ten westen van het plaatsje Grazalema ontspringt de rivier de Guadalete. 

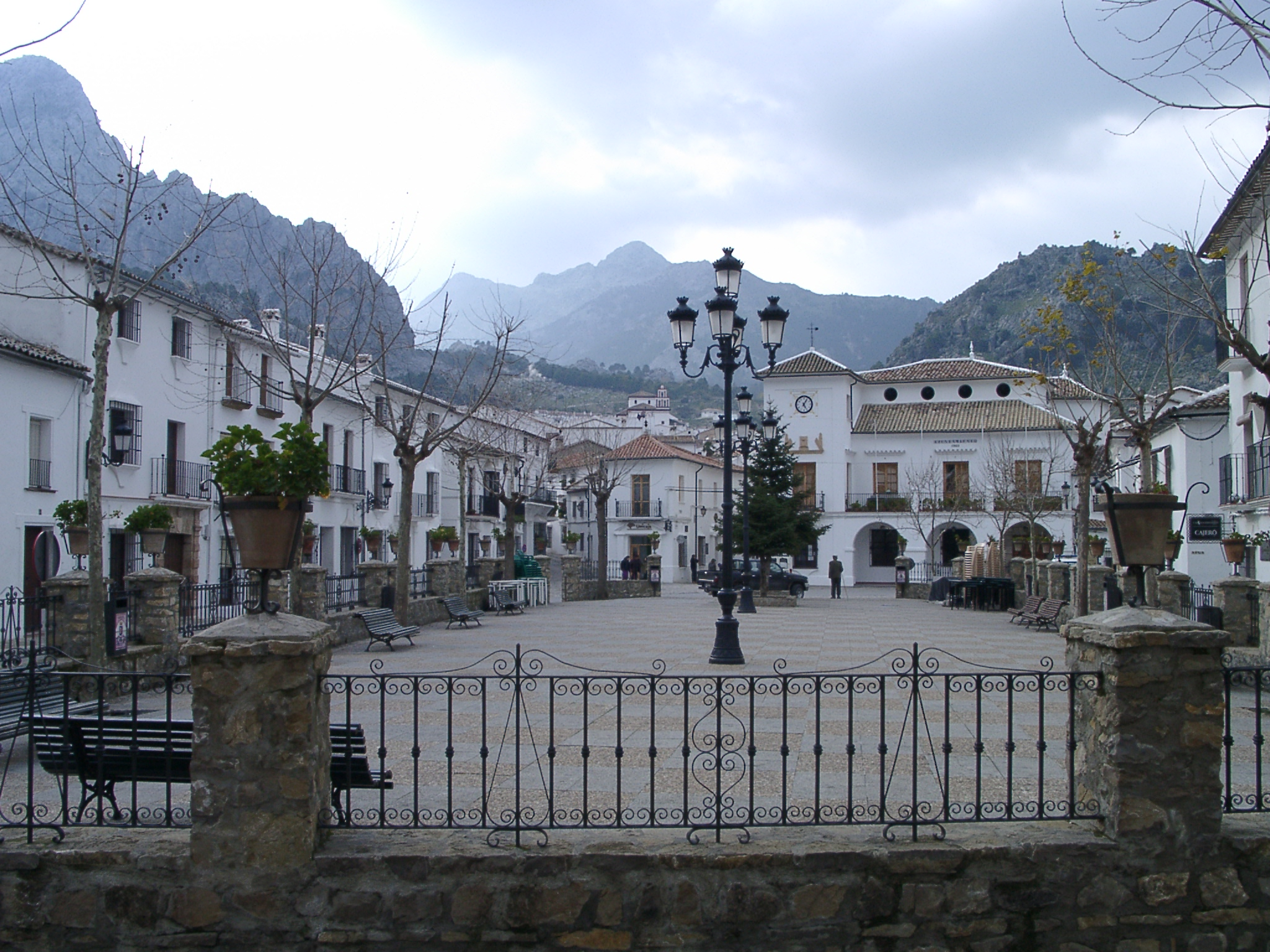
Plein in Grazalema

## Demografische ontwikkeling
Bron: INE, 1857-2011: volkstellingen